# Lasse Diding
Lasse Gunnar Diding, eredetileg Lars Gunnar Diding (Varberg község, 1953. április 24. –) svéd vállalkozó, a varbergi Hotel Gästis tulajdonosa, amiért 2007-ben megkapta a településen „Az év vállalkozója” díjat. A Folket i Bild/Kulturfront magazin kiadótanácsának tagja.
2012 januárjában szerette volna Friedrich Engels szobrát felállítani a varbergi Engelska parkban (a park neve angolkertet jelent svédül, nincs köze Engels nevéhez). Szállodájában található egy fürdő, amelynek kialakítása a régi orosz fürdőket idézi, és Lenin-fürdőnek hívják.
2013. április 1-jén új szállodát nyitott Varbergben, Havannáról nevezte el, dekorációját a régi Havanna ihlette.

## Brfxxccxxmnpcccclllmmnprxvclmnckssqlbb11116
Diding és párja, Elizabeth Hallin 1991-ben született fiának a 43 karakterből álló Brfxxccxxmnpcccclllmmnprxvclmnckssqlbb11116 nevet kívánta adni, emiatt konfliktusba került a hatóságokkal. A szülők nézete szerint egyébként a nevet „Albin”-nak kellene ejteni.
A kisfiúnak szülei hivatalosan nem választottak nevet, ezzel ugyanis tiltakozni kívántak a svéd névadási törvény ellen, amely kimondja:
Az olyan keresztnevek, melyek sérelmeket vagy feltételezhető kényelmetlenségeket okozhatnak használójának, vagy bizonyos nyilvánvaló okok miatt alkalmatlanok személynévnek, nem anyakönyvezhetőek.
Minthogy a szülők a gyermek 5. születésnapjáig képtelenek voltak a hatóságok által elfogadott nevet választani, a helyi bíróság 5000 koronára bírságolta őket. Válaszul 1996 májusában a szülők a fenti 43 karakteres nevet javasolták elfogadásra, mondván, ez egy „jelentőségteli, expresszionista, általunk művészinek gondolt kreáció”, továbbá azt javasolták, a nevet a ’patafizika szellemében kell érteni. A bíróság a javaslatot elutasította, a bírságot helybenhagyta.
A szülők ezután az egybetűs „A” nevet javasolták, de a hatóság ezt sem fogadta el.